# نوئل (میزوری)
نوئل (به انگلیسی: Noel) یک شهر در ایالات متحده آمریکا است که در شهرستان مک‌دونالد، میزوری واقع شده‌است. نوئل ۵٫۳۹ کیلومتر مربع مساحت و ۱٬۸۳۲ نفر جمعیت دارد و ۲۵۴ متر بالاتر از سطح دریا واقع شده‌است.